# Condado de Jelenia Góra
Nota linguística: Não confundir hrabstwo (condado) com powiat (divisão administrativa)..
Jelenia Góra (polaco: powiat jeleniogórski) é um powiat (condado) da Polónia, na voivodia de Baixa Silésia. A sede é a cidade de Jelenia Góra. Estende-se por uma área de 628,21 km², com 63 945 habitantes, segundo os censos de 2005, com uma densidade 101,79 hab/km².

## Divisões admistrativas
O condado possui:
Comunas urbanas: Karpacz, Kowary, Piechowice, Szklarska Poręba
Comunas rurais: Janowice Wielkie, Jeżów Sudecki, Mysłakowice, Podgórzyn, Stara Kamienica
Cidades: Karpacz, Kowary, Piechowice, Szklarska Poręba

## Demografia
População (dados de 30 de Junho de 2005):
|          | Total   | Total | Mulheres | Mulheres | Homens  | Homens |
| -------- | ------- | ----- | -------- | -------- | ------- | ------ |
|          | pessoas | %     | pessoas  | %        | pessoas | %      |
| Total    | 63 945  | 100   | 33 462   | 52,3     | 30 483  | 47,7   |
| Cidades  | 30 704  | 100   | 16 390   | 53,4     | 14 314  | 46,6   |
| Povoados | 33 241  | 100   | 17 072   | 51,4     | 16 169  | 48,6   |